# Fondation Antinea
Pour les articles homonymes, voir Antinea.
La Fondation Antinea est une association a but non lucratif basée en Suisse.
La fondation a pour mission la conservation des océans via 3 programmes:
1. Aider des organisations scientifiques et de conservation de la nature dans leur travail
2. Sensibiliser le public et les médias à la conservation du milieu marin
3. Donner aux membres de la fondation l'opportunité de s'investir dans les projets à bord en tant qu'éco-volontaire.

Les projets de la fondation s'articulent autour du voilier Fleur de Passion qui avait pour objectif de faire le tour du monde entre 2009 et 2018, explorant les régions marines, définies par le projet Global 200 du WWF, les plus importantes et menacées.
Cette expédition, nommée The Changing Oceans Expedition est conduite en coopération étroite avec l'UICN. En 2008, la Fondation a également reçu le patronage de l'UNESCO.
Afin de mener à bien cette mission, la Fondation crée des partenariats avec des organisations des milieux scientifiques, de la conservation, de l'éco-tourisme et des médias.

## Historique
Les prémices de la Fondation sont établis au début des années 2000 avec la création de l'Association Pacifique et l'inauguration de l'Association Antinea en 2005, toutes deux basées à Genève.
En 2001, l'Association Pacifique achète le Fleur de Passion, un vieux voilier de 60 ans et de 32 m abandonné. Après l'achat, l'Association Pacifique a travaillé à restaurer entièrement le voilier.
L'objectif de l'Association Antinea était d'organiser une circumnavigation à bord d'un navire qui servirait de plate-forme de recherche et communication. Le voilier Antinea, de 17 mètres, accomplit la première étape de l'expédition, traversant l'Atlantique des Caraïbes en Europe en 2005. On considéra après coup que le bateau était trop petit pour remplir les nouvelles ambitions d'Antinea.
Réalisant que les objectifs des deux organisation étaient complémentaires, les associations Pacifique et Antinea décidèrent, début 2006, d'unir leurs ressources afin de créer la Fondation Antinea rassemblant leurs projets.
En juin 2007, la Fondation Antinea fut officiellement reconnue en tant que fondation par la loi suisse.
EN 2014 la Fondation Antinea devient la Fondation Pacifique, reprenant le nom de l'association Pacifique.

## Changing Oceans Expedition
The Changing Oceans Expedition est une expédition à l'origine prévue sur dix ans et visant à faire un état des lieux des océans du monde entier avec des scientifiques et écovolontaires. Mise en place par la Fondation Antinea, l’expédition s’effectue grâce au voilier de 32 mètres Fleur de Passion. Outre l’aspect scientifique, The Changing Oceans Expedition veut promouvoir la protection des océans et sensibiliser le grand public face aux défis environnementaux futurs,,,.
L’idée est de mesurer et cartographier l’impact humain sur ces océans. Identifier les activités humaines néfastes permet par la suite d’envisager des mesures et actions de protection des eaux marines. Les activités tels que le tourisme, la pêche ou l’urbanisation doivent être contrôlées pour le bien-être de tous.